# Havraní skála (Slovenský ráj)
Havraní skála (slovensky: Havrania skala) je vrchol v Slovenském ráji dosahující výšky 1 156 m n. m.
Havraní skála se nachází 3 kilometry severně do obce Stratená v nadmořské výšce 1 156 m n. m., tedy 290 metrů nad obcí. Skalní masív je tvořen z vápence a nachází se v něm několik desítek malých jeskyní. V Suché dolině pod Havraní skálou se nachází tzv. Občasný pramen.